# Genzyme
Genzyme Corporation (NASDAQ: GENZ) è una società con sede a Cambridge.
Genzyme è la terza più grande compagnia di biotecnologie al mondo con oltre 9.000 lavoratori nel mondo.
Attualmente, la società ha approssimativamente 80 ubicazioni in 40 paesi.
Include 17 strutture di produzione e 9 laboratori di test di genetica.
In data 16 febbraio 2011 viene dato l'annuncio della acquisto di Genzyme da parte di Sanofi Aventis. Genzyme è l'azienda che produce e sperimenta l'alemtuzumab, il farmaco mostra promettenti sviluppi nella  sclerosi multipla oltre all'indicazione approvata: leucemia linfatica cronica.